# Zugfolgeabschnitt
Ein Zugfolgeabschnitt ist ein Gleisabschnitt der freien Strecke, in den ein Zug nur mit Zustimmung eines Fahrdienstleiters einfahren darf, wenn 
- er frei von Fahrzeugen ist (Ausnahmen: Fahren auf Sicht, Betriebsstörungen)
- ein vorausfahrender Zug sich unter Deckung eines haltzeigenden Signals (einschließlich Durchrutschweg) befindet,
- das Gleis der freien Strecke bis zur nächsten Zugmeldestelle nicht durch einen Zug der Gegenrichtung beansprucht wird.

Sichergestellt wird dies technisch mittels Streckenblock. Wenn dieser nicht vorhanden ist, besteht Rückmelden, wenn er gestört ist, wird in Abhängigkeit von der Streckblockbauform Rückmelden bzw. „Räumungsprüfung auf Zeit“ eingeführt. 
Ein Zugfolgeabschnitt wird also stets durch zwei Signale begrenzt, wobei es sich auch um virtuelle Signale (z. B. Blockkennzeichen) handeln kann, die mit Führerstandssignalisierung (z. B. bei ETCS) genutzt werden. Das Signal am Ende des Zugfolgeabschnitts kann auch ein Sperrsignal oder ein Schutzsignal an einem Prellbock sein.
Die Blockteilung stößt dabei an einige Restriktionen, beispielsweise Mindestlängen von Gleisfreimeldeabschnitten, Bahnsteigen oder nahtlos aufeinander folgende Weichen.